# Dumpstring

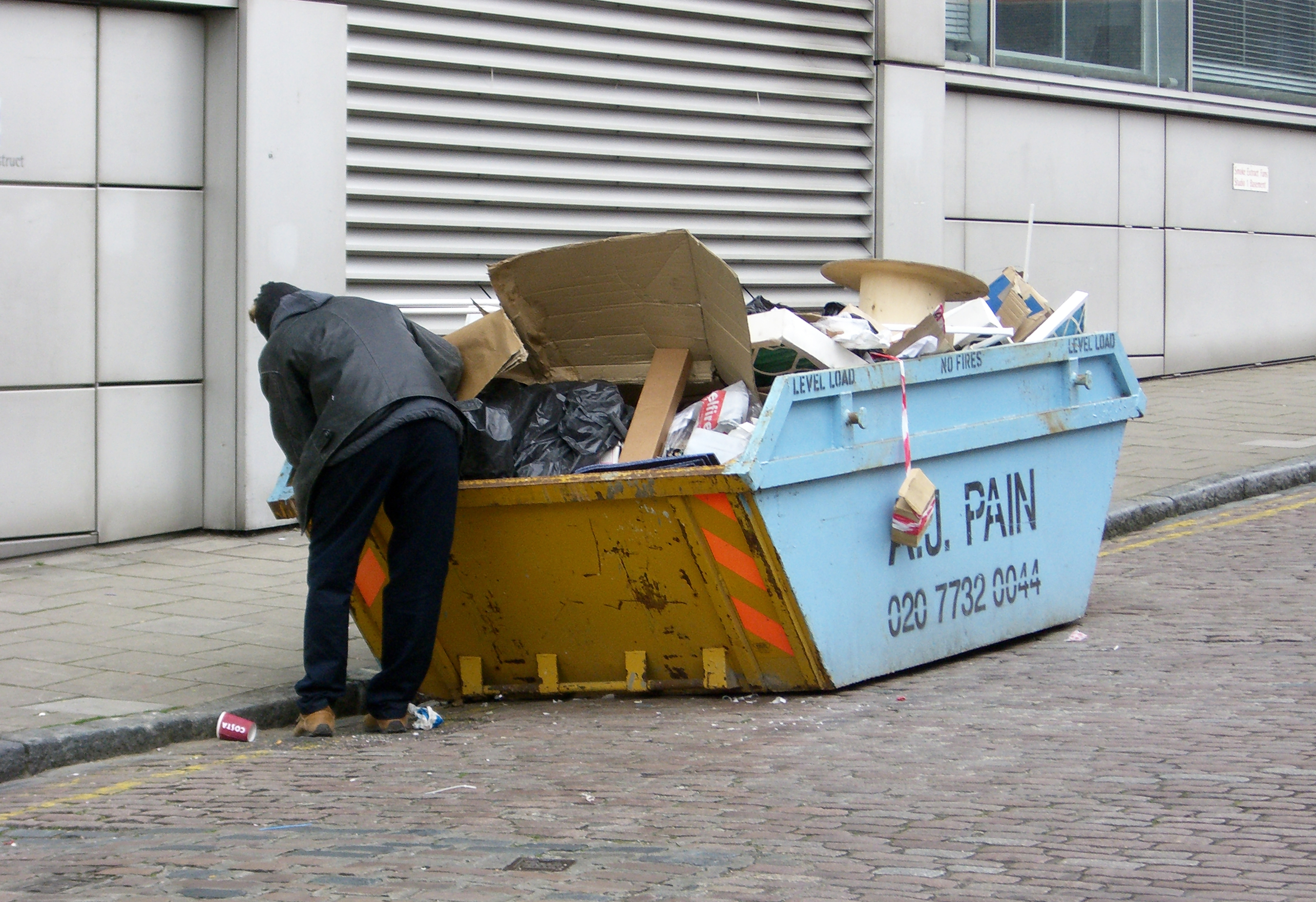
En man rotar igenom en container bakom en kontorsbyggnad i London.

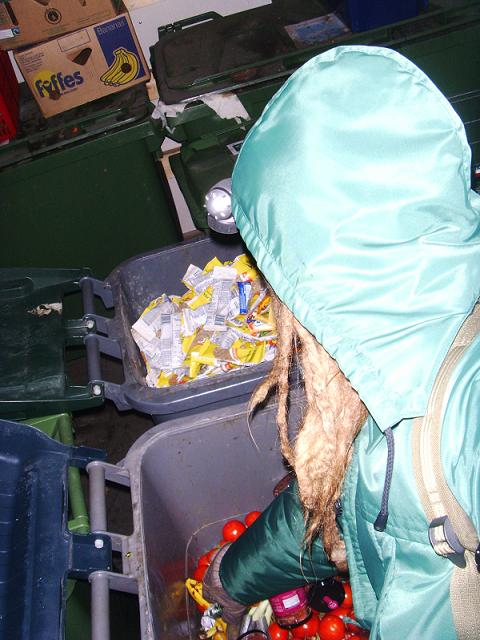
Sopdykning i Sverige 2008.

Dumpstring, containerdykning, sopdykning eller dumpster diving är att leta genom containrar, grovsoprum, papperskorgar och liknande ställen efter fynd. Där letas efter saker som har ett ekonomiskt värde eller en nytta men som någon har slängt.
Vissa personer letar efter aluminiumburkar, returglasflaskor och PET-flaskor som kan pantas. Andra letar efter livsmedel, vanligen nyligen slängd mat i hela förpackningar i avfallscontainrar som tillhör mataffärer. Många letar också möbler, elektronik, kläder och i princip vad som helst som kan återanvändas. Detta kan göras som en politisk manifestation mot konsumtionssamhället och resursslöseri, för klimatet eller för privatekonomin.

## Lagar

### Sverige
Polisen i Sverige får ibland in anmälningar mot containerdykare. Örebropolisen har sagt att det är svårt att avgöra om containerdykning är olagligt eller inte och att det avgörs individuellt (publicerat 2012). Att bryta sig in i en låst container eller en container på inhägnat område är brottsligt (2011). Enligt Gävleborgspolisen är det inget brott om containern är olåst och personen inte gör någon åverkan (2011). Det är inte heller brottsligt att plocka saker ur en sopkorg på allmän plats, enligt förundersökningsledare Leif Ericsson 2011.
Förundersökningsledaren Nicklas Rasmusson vid Umeåpolisen ansåg 2011 att dumpstring inte är stöld, men att det däremot kan vara egenmäktigt förfarande. Containerdykare kan åtalas för andra brott i samband med containerdykning, exempelvis nedskräpning om personerna smutsar ned omkring sig (publicerat 2012).